# Raúl López del Castillo
Raúl López del Castillo (1893 en Cuba - 24 de julio de 1963 en Miami, Florida, Estados Unidos) fue un abogado y político cubano.
López se desempeñó como Primer Ministro de Cuba entre 1947 y 1948 durante la presidencia de Ramón Grau San Martín. Anteriormente se desempeñó como Subsecretario del Tesoro (1944-1946). Fue miembro del Partido Revolucionario Cubano Auténtico.
Escribió varios libros de derecho en inglés y español. Estaba casado con Sofía de la Hoya. Tuvieron dos hijos: Sophie y Raúl Jr.